# شوجي كاتو
شوجي كاتو (باليابانية: 賀東 招二، بالروماجي: Gatō Shōji) من مواليد 11 يوليو 1971 (العمر 43)، مؤلف ياباني من محافظة شيغا، اليابان. من أشهر أعماله فل ميتال بانيك!، مجموعة تضمنت سلسلة من الروايات الخفيفة، والمانغا وأنمي. هو ليس مجرد مؤلف لكن كاتب سيناريو أنمي أيضا، على سبيل المثال «يوم القوس» من كآبة هاروهي سوزوميا وثلاثة حلقات من النجم المحظوظ.
التقى شوجي كاتو مع كوجي شيكيريا عن طريق الصدفة عندما اصطدم به في شينجوكو عندما عاد في وقت متأخر من العمل. في وقت لاحق، وقد صدم الاثنان اثناء لقائهما مع بعضها البعض في مكتب استديو جونزو وفي وقت لاحق تعاونا لإنشاء فل ميتال بانيك! سلسلة أنيمي.

## وصلات خارجية
- شوجي كاتو على موقع IMDb (الإنجليزية)
- شوجي كاتو على موقع ميوزك برينز (الإنجليزية)
- شوجي كاتو على موقع قاعدة بيانات الفيلم (الإنجليزية)
- شوجي كاتو على موقع ANN person (الإنجليزية)